# شهرستان چارباغتی
شهرستان چارباغتی یا شهرستان شارباقتی (قزاقی: Шарбақты ауданы، شارباقتى اۋدانى) یکی از شهرستان‌های استان پاولودار در کشور قزاقستان است. این شهرستان ۲۰۹۷۵ نفر جمعیت دارد.

## وجه تسمیه
نام این شهرستان، متشکل از واژهٔ قزاقی شارباق (قزاقی: Шарбақ، شارباق)، معادل «چهارباغ» در فارسی، و پسوند ترکی «ـلو» (البته متحول شده به «ـتی» دلیل قانون «همگونی صامت‌ها» در آن زبان) است، به معنی «منطقهٔ دارای چهارباغ».